# Lessertia frutescens
Espèce
Classification phylogénétique
Lessertia frutescens, le Baguenaudier d'Éthiopie, est une espèce de plantes à fleurs de la famille des Fabaceae originaire d'Afrique.
L'espèce est plus connue sous l'ancien nom de Sutherlandia frutescens, n'ayant changé de nom que depuis le début des années 2000.
Elle est nommée « Insisa » en san, « Unwele » en zoulou, « Mukakana » en tswana, « Lerumo-lamadi » (Lance de sang) en sotho du Sud, « cancer bush » en anglais, « kankerbos » en afrikaans, ce qui veut aussi dire « buisson à cancer » ou « kalkoenbos », pour « buisson à la dinde ».
Cette plante pionnière zoocor en voie d'extinction à la suite de la destruction de son oiseau disséminateur, est utilisée de longue date par les bochimans du kalahari, les Khoi-khoi, les Khoi-san et les Bantous, comme anti-dépresseur et stimulant de l'appétit.

## Utilisation
La plante peut être utilisée contre la fatigue, l'anxiété et l'amaigrissement. La posologie est d'une tisane de feuilles de Sutherlandia par jour équivalente à 30 grammes par litre d'eau en infusion.

## Chimie
La plante contient du pinnitol qui est un cyclitol naturel. C'est un agent antidiabétique connu.

## Synonyme
- Sutherlandia frutescens (L.) R.Br. 1812.

## Galerie

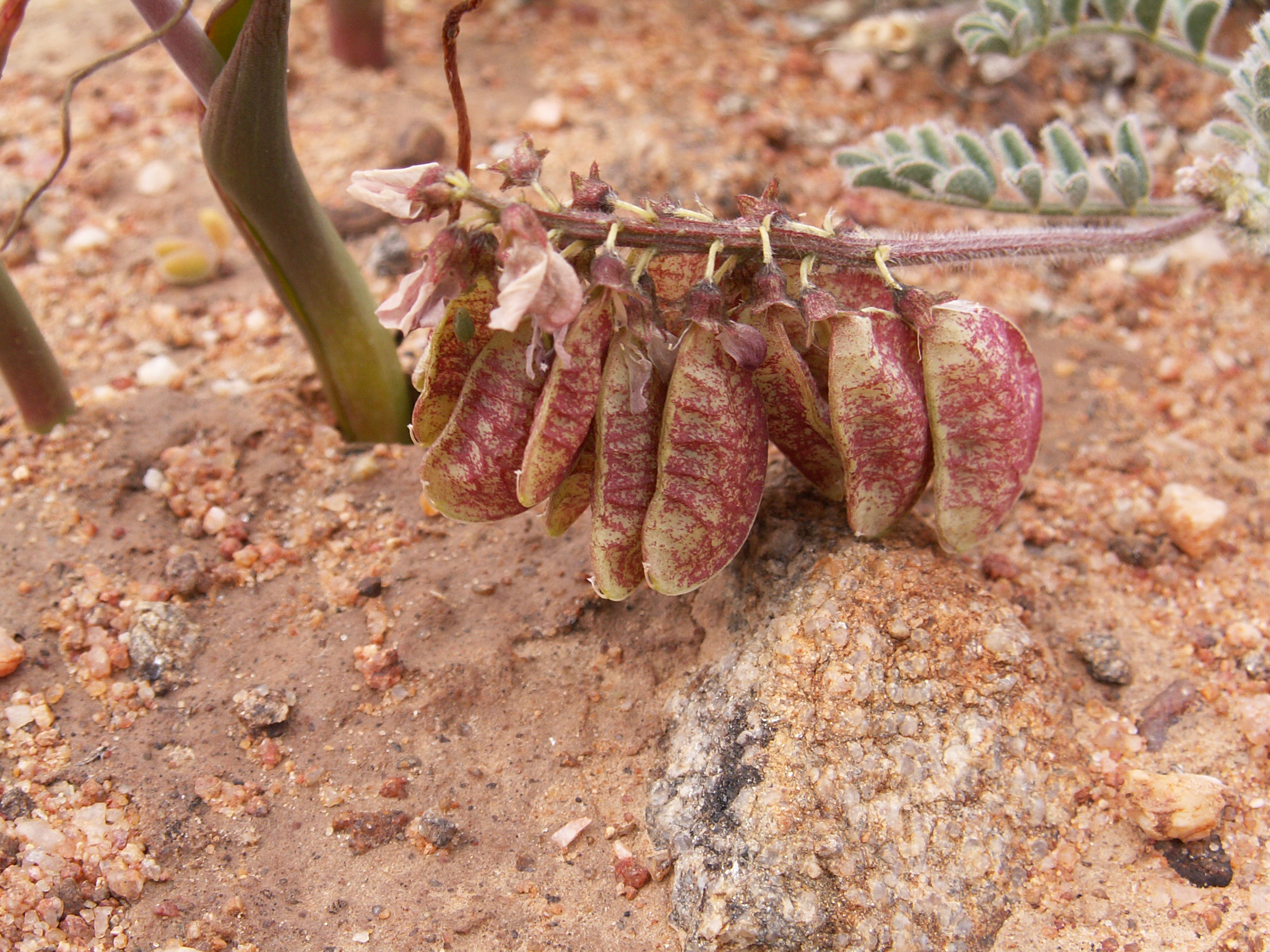
Habitat, dans le Richtersveld.
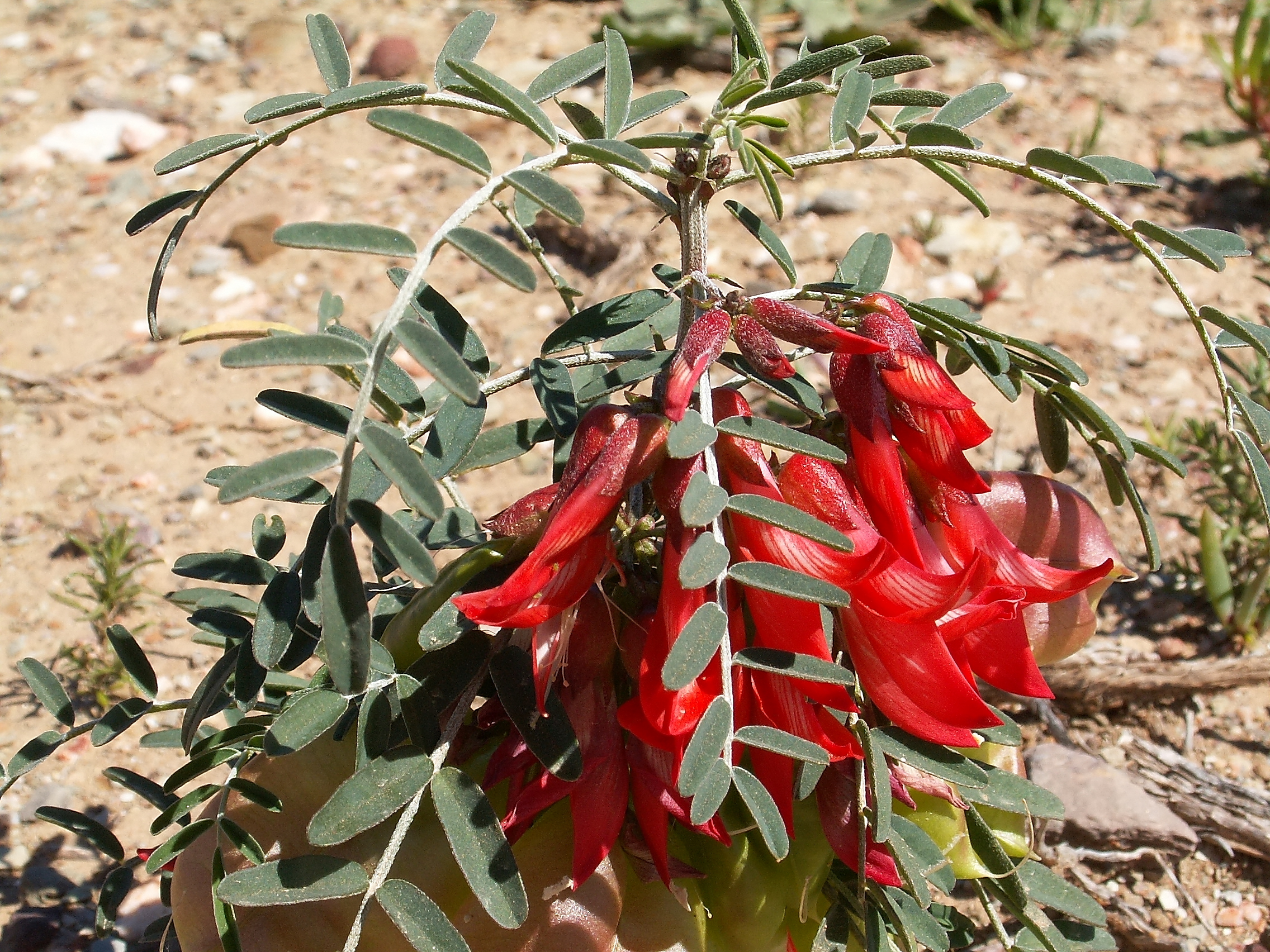
Habitat, dans le Karoo.
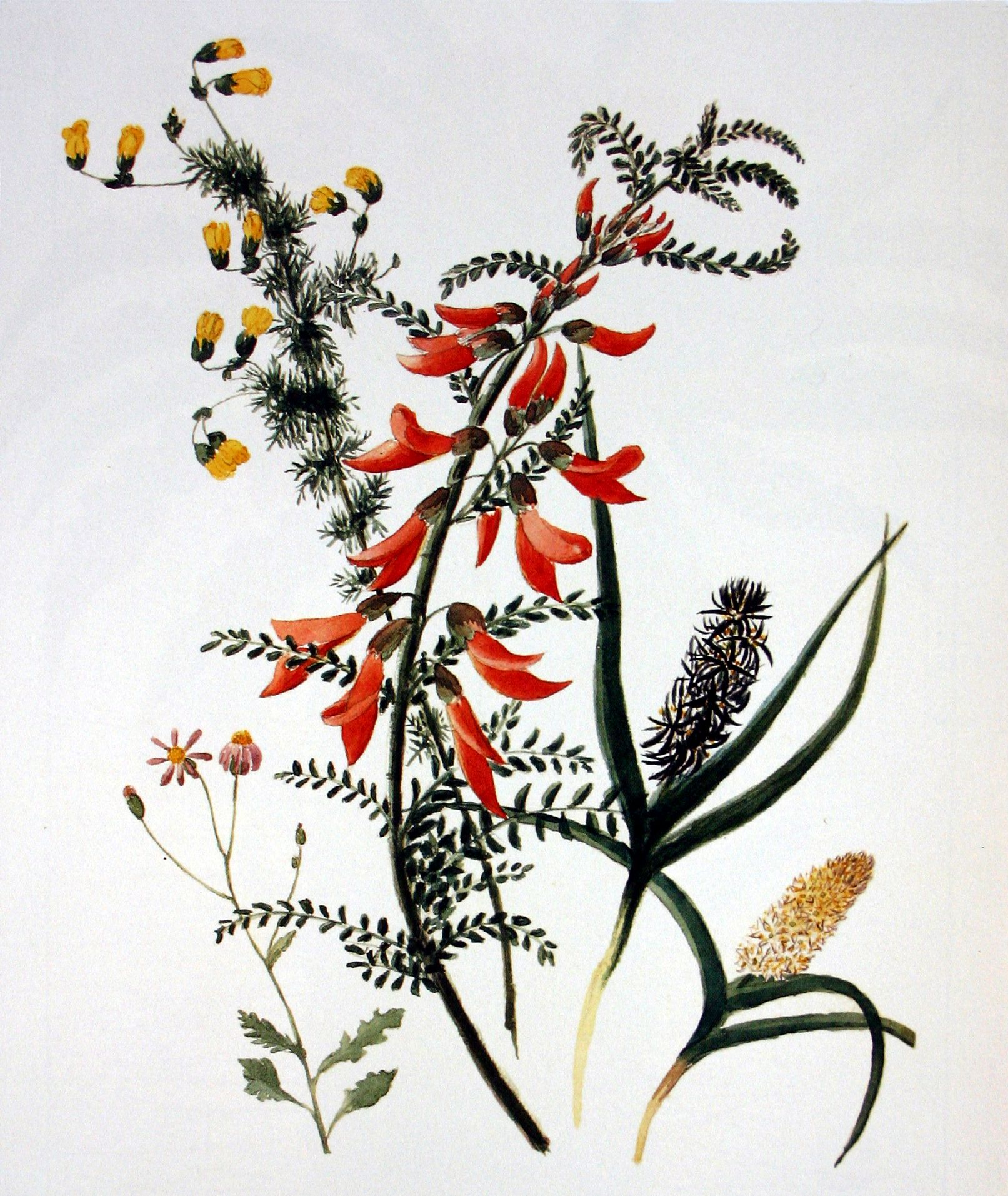
Sutherlandia frutescens, deux espèces de Wurmbea, Hermannia pinnata et un petit Senecio, v. 1800, crayon et aquarelle d'Anna Maria Truter (1777-1857).